# Benawa
Benawa is een bestuurslaag in het regentschap Ogan Komering Ilir van de provincie Zuid-Sumatra, Indonesië. Benawa telt 2134 inwoners (volkstelling 2010).